# Всеобщие выборы в Мавритании (1976)
Всеобщие выборы в Мавритании прошли 8 августа 1976 года. На них были избраны президент и депутаты Национального собрания. В это время в Мавритании существовала однопартийная система. Мавританская народная партия была единственная легальная партия. Лидер МНП президент Моктар ульд Дадда был единственным кандидатом на президентских выборов и был вновь переизбран МНП получила все 79 мест Национального собрания. Явка составила 97,9 %..
Эти выборы стали последними перед восстановлением многопартийной системы в 1991 году в результате конституционного референдума.

## Результаты

### Президентские выборы
| Кандидат                           | партия                             | Голоса  | %   |
| ---------------------------------- | ---------------------------------- | ------- | --- |
| Моктар ульд Дадда                  | Мавританская народная партия       | 630 635 | 100 |
| Недействительных/пустых бюллетеней | Недействительных/пустых бюллетеней | 4 301   | -   |
| Всего                              | Всего                              | 634 936 | 100 |
| Источник: Nohlen et al.            |                                    |         |     |